# Série des pièces françaises de 10 euros des régions
Les euros des régions sont des séries de pièces de collection françaises de 10 euros émises par la Monnaie de Paris. De 2010 à 2012, une pièce gravée par Joaquin Jimenez a été émise pour chaque région française (outre-mer compris) avec chaque année un thème différent : l'héraldique en 2010, les monuments en 2011 et les personnages célèbres en 2012.

## Description
Sur l'avers, on retrouve le nom et la carte de la région ainsi qu'un ou plusieurs symboles de la région ayant un rapport avec le thème de l'année en cours. Tandis que le revers est commun à toutes les régions. Ce dernier représente au milieu, la valeur faciale de 10 euros entourée de deux branches, l'une de chêne, l'autre de laurier, évoquant le sigle de l'euro ; l'inscription « Liberté Égalité Fraternité », tout autour, le tout encadré par un assemblage de traits représentant l'Hexagone.
Les euros de 2010 avaient une composition en argent de 900 ‰ alors que ceux de 2011 et 2012 en contiennent seulement 500 ‰,. Cela rend donc la série de 2010 beaucoup plus prisée par les numismates,,.

## Liste des avers
| Région                     | Série Héraldique (2010-2011)              | Série Monuments célèbres (2011)                                                                    | Série Personnages célèbres (2012) |
| -------------------------- | ----------------------------------------- | -------------------------------------------------------------------------------------------------- | --------------------------------- |
| Alsace                     | Héraldique de l'Alsace                    | Centre historique de Colmar Cathédrale de Strasbourg Château du Haut-Koenigsbourg                  | Frédéric-Auguste Bartholdi        |
| Aquitaine                  | Héraldique de l'Aquitaine                 | Place de la Bourse de Bordeaux Grottes de Lascaux Pin des Landes                                   | Michel de Montaigne               |
| Auvergne                   | Héraldique de l'Auvergne                  | Cathédrale du Puy-en-Velay Centre historique de Moulins Chaîne des puys                            | Vercingétorix                     |
| Basse-Normandie            | Héraldique de la Basse-Normandie          | Mont Saint-Michel Tapisserie de Bayeux Pont de Normandie                                           | Guillaume le Conquérant           |
| Bourgogne                  | Héraldique de la Bourgogne                | Hospices de Beaune Vignoble de Bourgogne Basilique de Vézelay                                      | Colette                           |
| Bretagne                   | Drapeau de la Bretagne                    | Alignements de Carnac Calvaire de Plougastel-Daoulas Phare d'Ar-Men Remparts de Saint-Malo         | Robert Surcouf                    |
| Centre                     | Héraldique du Centre                      | Cathédrale de Bourges Château d'Azay-le-Rideau Cerf                                                | Honoré de Balzac                  |
| Champagne-Ardenne          | Héraldique de la Champagne-Ardenne        | Centre historique de Troyes Château de Sedan Cathédrale de Reims Ange au Sourire                   | Camille Claudel                   |
| Corse                      | Drapeau de la Corse                       | Place des palmiers à Ajaccio Tour génoise de Porto Citadelle de Calvi                              | Danielle Casanova                 |
| Franche-Comté              | Armoiries de la Franche-Comté             | Saline royale d'Arc-et-Senans Citadelle de Besançon Lion de Belfort                                | Louis Pasteur                     |
| Guadeloupe                 | Armoiries de la Guadeloupe                | Église Saint-Pierre-et-Saint-Paul de Pointe-à-Pitre Habitation Zévallos Soufrière L'Oiseau frégate | Joseph Bologne de Saint George    |
| Guyane                     | Armoiries de la Guyane                    | Base de Kourou Cathédrale Saint-Sauveur de Cayenne Toucan                                          | Félix Éboué                       |
| Haute-Normandie            | Héraldique de la Haute-Normandie          | Cathédrale de Rouen Falaises d’Étretat Pont de Normandie                                           | Gustave Flaubert                  |
| Île-de-France              | Héraldique de l'Île-de-France             | Château de Versailles Tour Eiffel                                                                  | Édith Piaf                        |
| Languedoc-Roussillon       | Héraldique du Languedoc-Roussillon        | Pont du Gard Canal du Midi Carcassonne                                                             | Georges Brassens                  |
| Limousin                   | Héraldique du Limousin                    | Gare de Limoges-Bénédictins Château de Jouillat Gabare                                             | Madame de Pompadour               |
| Lorraine                   | Emblèmes de la Lorraine                   | Cathédrale de Metz Place Stanislas de Nancy                                                        | Jeanne d’Arc                      |
| Martinique                 | Armoiries de la Martinique                | Cathédrale Saint-Louis de Fort-de-France Montagne Pelée Habitation Clément Fleur d’hibiscus        | Victor Schœlcher                  |
| Mayotte                    | Armoiries de Mayotte                      | Banga Mosquée de Tsingoni Singe Maki Corail                                                        | Zéna M’Déré                       |
| Midi-Pyrénées              | Emblèmes de Midi-Pyrénées                 | Capitole de Toulouse Cité épiscopale d’Albi Viaduc de Millau.                                      | Jean Jaurès                       |
| Nord-Pas-de-Calais         | Emblèmes du Nord-Pas-de-Calais            | Beffroi de Lille Grand-Place d'Arras Les Bourgeois de Calais                                       | Louis Blériot                     |
| Pays de la Loire           | Emblèmes des Pays de la Loire             | Cadre noir de Saumur Château d’Angers                                                              | Georges Clemenceau                |
| Picardie                   | Emblèmes de la Picardie                   | Cathédrale de Beauvais Château de Pierrefonds Oiseau du Marquenterre                               | Jules Verne                       |
| Poitou-Charentes           | Emblèmes de Poitou-Charentes              | Marais poitevin Port de La Rochelle                                                                | Pierre Loti                       |
| Provence-Alpes-Côte d'Azur | Emblèmes de la Provence-Alpes-Côte d'Azur | Palais des papes d'Avignon Basilique Notre-Dame-de-la-Garde de Marseille Baie des Anges Negresco   | Frédéric Mistral                  |
| La Réunion                 | Armoiries de La Réunion                   | Hôtel de ville de Saint-Denis Piton de la Fournaise Baleine à bosse                                | Roland Garros                     |
| Rhône-Alpes                | Héraldique de la région Rhône-Alpes       | Basilique de Fourvière Tour de Crest Mont Blanc                                                    | Auguste et Louis Lumière          |

## Tirage et distribution
Les 26 modèles de pièces de 2010 ont été mis en circulation à partir du 20 septembre 2010 dans 2900 bureaux de poste en France métropolitaine mais aussi dans les quatre régions d'outre-mer. Chaque pièce n'est distribué que dans les bureaux de leur propre région, ce qui oblige les collectionneurs à s'adresser à des revendeurs ou à les échanger sur internet pour obtenir la série complète. Le 28 mars 2011, une pièce pour Mayotte vient compléter cette première série sur les héraldiques. Elle est émise à l'occasion du nouveau statut de l'île qui est devenu les 101e département français à partir 31 mars 2011.
L'année suivante, l'opération est renouvelée et la poste distribue 75 % des 3 millions de pièces à partir du 19 septembre 2011.
| Région                     | Série héraldique | Série monuments célèbres | Série personnages célèbres |
| -------------------------- | ---------------- | ------------------------ | -------------------------- |
| Alsace                     | 125 000          | 100 000                  | 122 500                    |
| Aquitaine                  | 250 000          | 150 000                  | 140 000                    |
| Auvergne                   | 100 000          | 80 000                   | 122 500                    |
| Basse-Normandie            | 100 000          | 100 000                  | 70 000                     |
| Bourgogne                  | 100 000          | 80 000                   | 122 500                    |
| Bretagne                   | 250 000          | 150 000                  | 140 000                    |
| Centre-Val de Loire        | 100 000          | 80 000                   | 140 000                    |
| Champagne-Ardenne          | 50 000           | 50 000                   | 70 000                     |
| Corse                      | 75 000           | 80 000                   | 122 500                    |
| Franche-Comté              | 75 000           | 80 000                   | 70 000                     |
| Guadeloupe                 | 50 000           | 50 000                   | 70 000                     |
| Guyane                     | 50 000           | 50 000                   | 70 000                     |
| Haute-Normandie            | 100 000          | 80 000                   | 122 500                    |
| Île-de-France              | 500 000          | 310 000                  | 420 000                    |
| Languedoc-Roussillon       | 200 000          | 120 000                  | 122 500                    |
| Limousin                   | 75 000           | 80 000                   | 70 000                     |
| Lorraine                   | 125 000          | 100 000                  | 140 000                    |
| Martinique                 | 50 000           | 50 000                   | 70 000                     |
| Mayotte                    | 50 000           | 50 000                   | 70 000                     |
| Midi-Pyrénées              | 200 000          | 120 000                  | 157 500                    |
| Nord-Pas-de-Calais         | 250 000          | 180 000                  | 140 000                    |
| Pays de la Loire           | 200 000          | 150 000                  | 105 000                    |
| Picardie                   | 100 000          | 100 000                  | 140 000                    |
| Poitou-Charentes           | 100 000          | 100 000                  | 105 000                    |
| Provence-Alpes-Côte d'Azur | 350 000          | 220 000                  | 227 500                    |
| La Réunion                 | 75 000           | 70 000                   | 105 000                    |
| Rhône-Alpes                | 350 000          | 220 000                  | 245 000                    |